# Яструбичівська сільська рада
| Яструбичівська сільська рада — колишній орган місцевого самоврядування у Радехівському районі Львівської області з адміністративним центром у с. Яструбичі. Історична дата утворення: в 1939 році. Водоймища на території, підпорядкованій даній раді: річка Західний Буг. Сільській раді підпорядковані населені пункти: - с. Яструбичі |

## Склад ради
Рада складається з 16 депутатів та голови.

### Керівний склад ради
| ПІБ                      | Основні відомості                                                                                         | Дата обрання | Дата звільнення |
| ------------------------ | --- | ------------ | --------------- |
| Сірко Катерина Василівна | Сільський голова, 1954 року народження, освіта, позапартійна                                              | 26.03.2006   | 31.10.2010      |
| Сірко Катерина Василівна | Сільський голова, 1954 року народження, освіта середня спеціальна, Всеукраїнське об'єднання «Батьківщина» | 31.10.2010   |                 |

Примітка: таблиця складена за даними джерела